# Старокуктово
Старокуктово (баш. Иҫке Күктау) — село в Илишевском районе Башкортостана, административный центр Старокуктовского сельсовета.
Почтовый индекс — 452285, код ОКАТО — 80230864001.

## История
Село было основано башкирами Киргизской волости Казанской дороги на собственных вотчинных землях. Известно с 1745 года под названием Куктово, учитывалось также как Ку(о)ктау. С возникновением XVIII века деревни Новокуктово получило нынешнее название.

## Население
| 2002 | 2009 | 2010 |
| ---- | ---- | ---- |
| 665  | ↗708 | ↘669 |

Преобладающая национальность — башкиры (93 %).

## Религия
В 2014 году снесена старая мечеть, и построена новая. Она находится в 5 километрах от районного центра.